# 飯野町大久保
飯野町大久保（いいのまちおおくぼ）は、福島県福島市の地名で飯野支所所管にあたる飯野地域内である。本項ではかつて同地域に所在した伊達郡大久保村についても述べる。

## 飯野町大久保
阿武隈高地の浅い谷が広がっており、福島県道沿いに形成された集落が南北に分かれて点在している。
隣接する飯野町と同様に、東日本大震災の影響で移転してきた飯舘村の行政施設が所在している。

### 地理
福島市南東部及び飯野地域の東端部に位置し、伊達郡川俣町（鶴沢・羽田）・二本松市（木幡）との市境にあたる。

#### 河川・架橋
- 女神川
  - 北向橋 - 福島市道
  - 大久保橋 - 福島市道

### 歴史
- 江戸時代から養蚕の盛んな地域で、幕末には加登屋、清水屋といった絹糸の仲買商店があり、横浜の外国商館と取引をしていた[4]。
- 1889年4月1日 - 町村制より大久保村が単独で村制し伊達郡大久保村が発足。
- 1955年11月3日 - 大久保村が伊達郡飯野町（旧）・青木村・明治村と合併し、飯野町（新）が成立。旧大久保村域は大字大久保となる。
- 2008年7月1日 - 福島市が飯野町を編入。大字大久保は飯野町大久保となる。

### 施設

#### 教育
- 福島市立大久保小学校
- 飯舘村立草野幼稚園
- 飯舘村立飯樋幼稚園

### 交通

#### 道路
- 福島県道39号川俣安達線
- 福島県道305号木幡飯野線
- 阿武隈東部広域農道

### 世帯数と人口の推移
| 年     | 世帯数（世帯） | 人口（人） |
| ------ | -------------- | ---------- |
| 1889年 | 253            | 1,680      |
| 1920年 | 307            | 1,856      |
| 1947年 | 398            | 2,281      |
| 2012年 | 439            | 1,445      |
| 2017年 | 470            | 1,339      |

- 2017年は6月30日現在の世帯数と人口である[1]。

## 大久保村
大久保村（おおくぼむら）は、福島県伊達郡に属していた村で、1889年4月1日から1955年1月2日のおよそ65年間存在していた。

## 出身者
- 高野広八（1822-1890） - 日本初のパスポート取得者の一人。1866年に曲芸団「帝国日本一座」の一員として欧米各国を巡業した。飯野町大久保の大桂寺に墓がある。